# Germán Alonso Bayona Chaparro
Germán Alonso Bayona Chaparro es un geólogo y científico colombiano, par evaluador reconocido por Colciencias en la categoría Investigador Sénior. Es el director científico y consejero de la Corporación Geológica ARES, institución privada cuyo objetivo es promover y desarrollar investigación pura y aplicada en ciencias de la tierra en Colombia. Es miembro correspondiente de la Academia Colombiana de Ciencias Exactas, Físicas y Naturales.

## Reseña biográfica
En 1986 entró a la Universidad Nacional de Colombia sede Bogotá para graduarse de Geólogo en 1992. En 1996 entró a New Mexico State University para terminar en 1998 la maestría en Geología, después en 1999 inició en University Of Kentucky el doctorado en Geología para graduarse en el 2003 y por último en 2006 empezó el posdoctorado en Geología en el Instituto Smithsonian De Investigaciones Tropicales para graduarse en el 2009.

## Distinciones
- Miembro correspondiente de la Academia Colombiana de Ciencias Exactas, Físicas y Naturales 2018
- Editor de la Asociación Colombiana de Geólogos y Geofísicos del Petróleo 2008
- Panamá, Research grant, SENACYT  2008
- Research grant, Banco De La República  2006 y 2004
- McFarlan fellowship, Department of Geological Sciences, University Of Kentucky 2002

## Publicaciones
- CAMILO MONTES, GERMÁN ALONSO BAYONA CHAPARRO, AGUSTÍN CARDONA, D. BUSCH, CESAR SILVA, SARA MORON, N. HOYOS, D.A. RAMÍREZ, CARLOS ALBERTO JARAMILLO MUNOZ, V. VALENCIA, "Arc-Continent Collision and Orocline Formation: Closing of the Central American Seaway." . En: Estados Unidos Journal of Geophysical Research  ISSN: 0148-0227  ed: Wiley-Blackwell v.117 fasc.N/A p.N/A - N/A ,2012,  DOI:
- CAMILO MONTES, AGUSTÍN CARDONA, R.R. MCFADDEN, SARA MORON, CESAR SILVA, SERGIO RESTREPO-MORENO, D.A. RAMÍREZ, N. HOYOS, J WILSON, D. FARRIS, GERMÁN ALONSO BAYONA CHAPARRO, CARLOS ALBERTO JARAMILLO MUNOZ, V. VALENCIA, J. BRYAN, J.A. FLORES, CAMILO MONTES RODRÍGUEZ, NATALIA HOYOS BOTERO, AGUSTÍN CARDONA MOLINA, "Evidence for middle Eocene and younger emergence in Central Panamá: implications for Isthmus closure." . En: Estados Unidos Bulletin of the Geological Society of American  ISSN: 0016-7606  ed: Geological Soc Amer Inc v.124 fasc.N/A p.780 - 799 ,2012,  DOI:
- D. FARRIS, CARLOS ALBERTO JARAMILLO MUNOZ, GERMÁN ALONSO BAYONA CHAPARRO, SERGIO RESTREPO-MORENO, CAMILO MONTES, AGUSTÍN CARDONA, R. SPEAKMAN, M. GLASCOCK, V. VALENCIA, "Fracturing of the Panamanian Isthmus during initial collision with South American" . En: Estados Unidos Geology  ISSN: 0534-0101  ed: v.39 fasc.N/A p.1007 - 1010 ,2011.

- Datos: Q88599214